# 至福 (歌曲)
『至福』（Seligkeit ）D.433は、ルートヴィヒ・ハインリヒ・クリストフ・ヘルティの詩により、オーストリアの作曲家フランツ・シューベルトが1816年5月に作曲した歌曲。しばしば「幸福」とも訳される。

## 概要
詩は三節からなり、第一節と第二節が、素晴らしいと神父から聞いた天国への限りない憧憬を歌い、第三節は「でも、たとえどんなに天国が素晴らしくても、恋人のラウラがほほ笑むここにいるのが一番幸せだ」と締めくくられる。シューベルトはこれを完全な有節歌曲（Strophenlied）とし、ホ長調3/8拍子の、極めて明朗でかわいらしい曲を付けた。そのためか、この作品は様々な歌手たち、特に女声歌手たちによって、アンコール・ピースとして愛され、よく演奏される。

## 原詩全文
Seligkeit

Ludwig Heinrich Christoph Hölty
Freuden sonder Zahl,
blühn im Himmelssaal
engeln und verklärten,
wie die Väter lehrten.
O da möcht ich sein,
und mich ewig freu'n!
Jedem lächelt Traut,
eine Himmelsbraut;
Harf' und Psalter klinget,
und man Tanz und singet.
O da möcht ich sein,
und mich ewig freu'n!
Lieber bleib ich hier,
lächelt Laura※ mir
einen Blick der saget,
daß ich aus geklaget.
Selig dann mit ihr,
bleib ich ewig hier!
※この「ラウラ」は、女声歌手が歌う場合はしばしば「愛」（Liebe）と歌われる。